# Abjuration d'Henri IV
 (mai 2023).
Améliorez-le ou discutez des points à vérifier. 
 (décembre 2019).

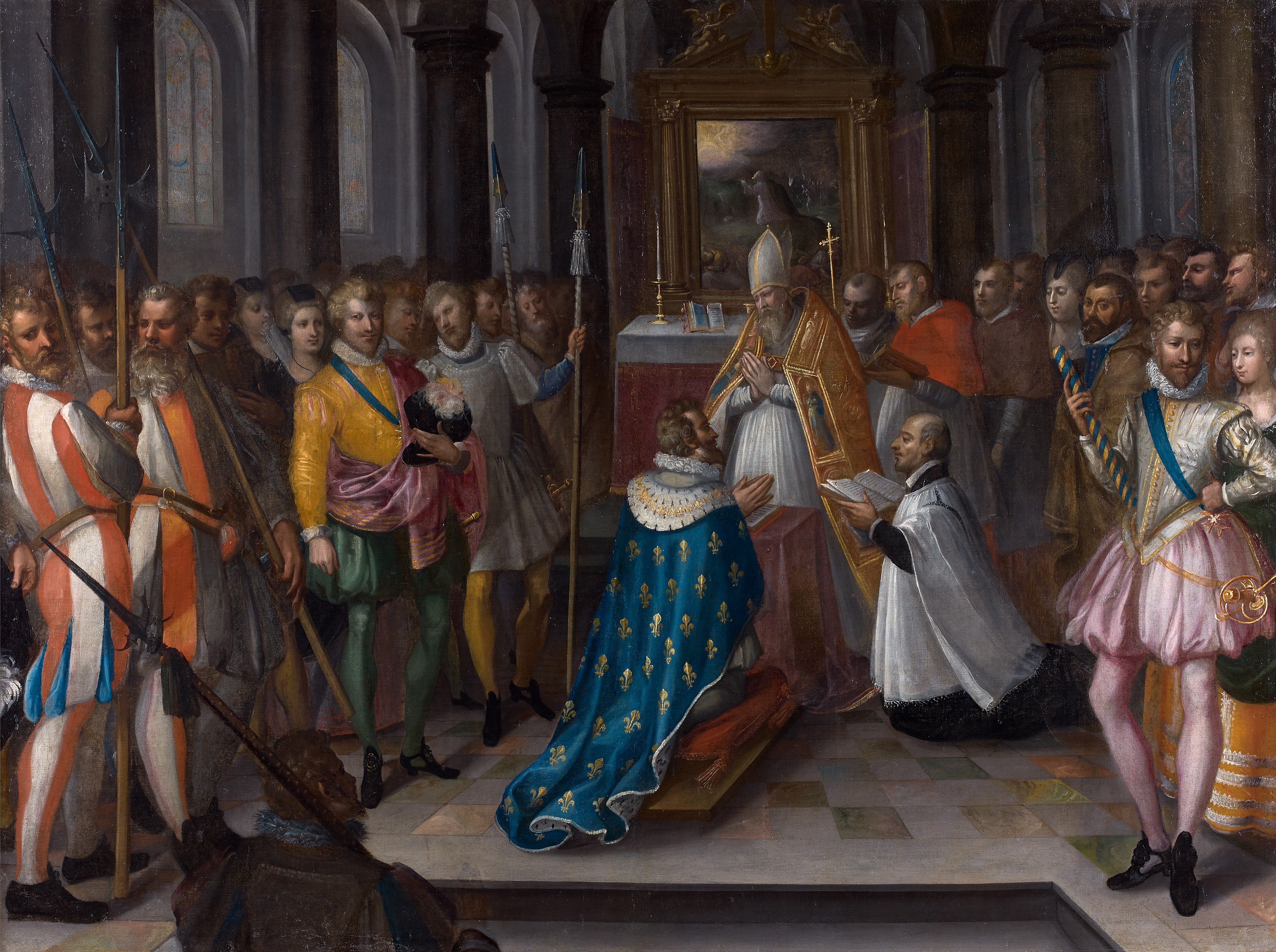
L'abjuration d'Henri IV (roi de France), le 25 juillet 1593, en la basilique Saint-Denis.
Toile de Nicolas Baullery, musée d'art et d'histoire de Meudon.

L'abjuration d'Henri IV est la conversion du roi de France Henri IV au catholicisme qui se tient le 25 juillet 1593, dans la basilique Saint-Denis par Renaud de Beaune, évêque de Bourges. Cette « messe » permet à Henri IV de réclamer son trône dont il est l'héritier légitime depuis la mort d'Henri III, en 1589 à Saint-Cloud.

## Histoire

### Contexte
Henri de Navarre, qui n'est pas encore reconnu comme roi de France de droit divin, est en guerre contre la Ligue catholique dirigée par le duc de Mayenne. Les ligueurs veulent reconnaître comme héritier de la couronne de France, un prince de sang royal qui n'est autre que l'oncle paternel d'Henri de Navarre, le cardinal de Bourbon qui, contrairement à son frère Antoine, ne s'est jamais éloigné de la foi catholique. Après la mort du cardinal en 1590, les ligueurs jettent leur dévolu sur son neveu François de Bourbon, cousin germain d'Henri de Navarre, qui lui a pourtant apporté son soutien en combattant à ses côtés. 
Quant au roi d'Espagne Philippe II, il soutient la candidature de sa propre fille Isabelle au trône de France, n'hésitant pas à apporter un soutien militaire aux ligueurs en espérant pouvoir tôt ou tard leur imposer son choix, ce que ces derniers ne sont néanmoins pas prêts à accepter,. 
Durant les premières années du règne d'Henri de Navarre, les ligueurs perdent au fur et à mesure de l'influence dans le royaume. Les unes après les autres, les villes font soumission et ouvrent leurs portes aux armées du nouveau souverain. Cependant, Mayenne et ses partisans tiennent toujours la plus importante des cités du royaume : la capitale, Paris. Celui-ci cherche alors à pénétrer dans la ville, soit par la force (siège de Paris en 1590), soit par la ruse (journée des Farines), mais en vain,.
N'ayant pas réussi à obtenir la reddition de Paris par la voie militaire, sa maîtresse et favorite Gabrielle d'Estrées lui suggère de se convertir à la religion catholique afin qu'il puisse être accepté par la population de la ville, et ainsi contrer les arguments des derniers ligueurs pour pouvoir être couronné roi de France. Il s'y résout. Il négocie la participation de la papauté, qui refuse, car il a été précédemment excommunié depuis qu'il dirige l'armée protestante durant la huitième guerre de Religion.

### Cérémonie du baptême d'HenriIV

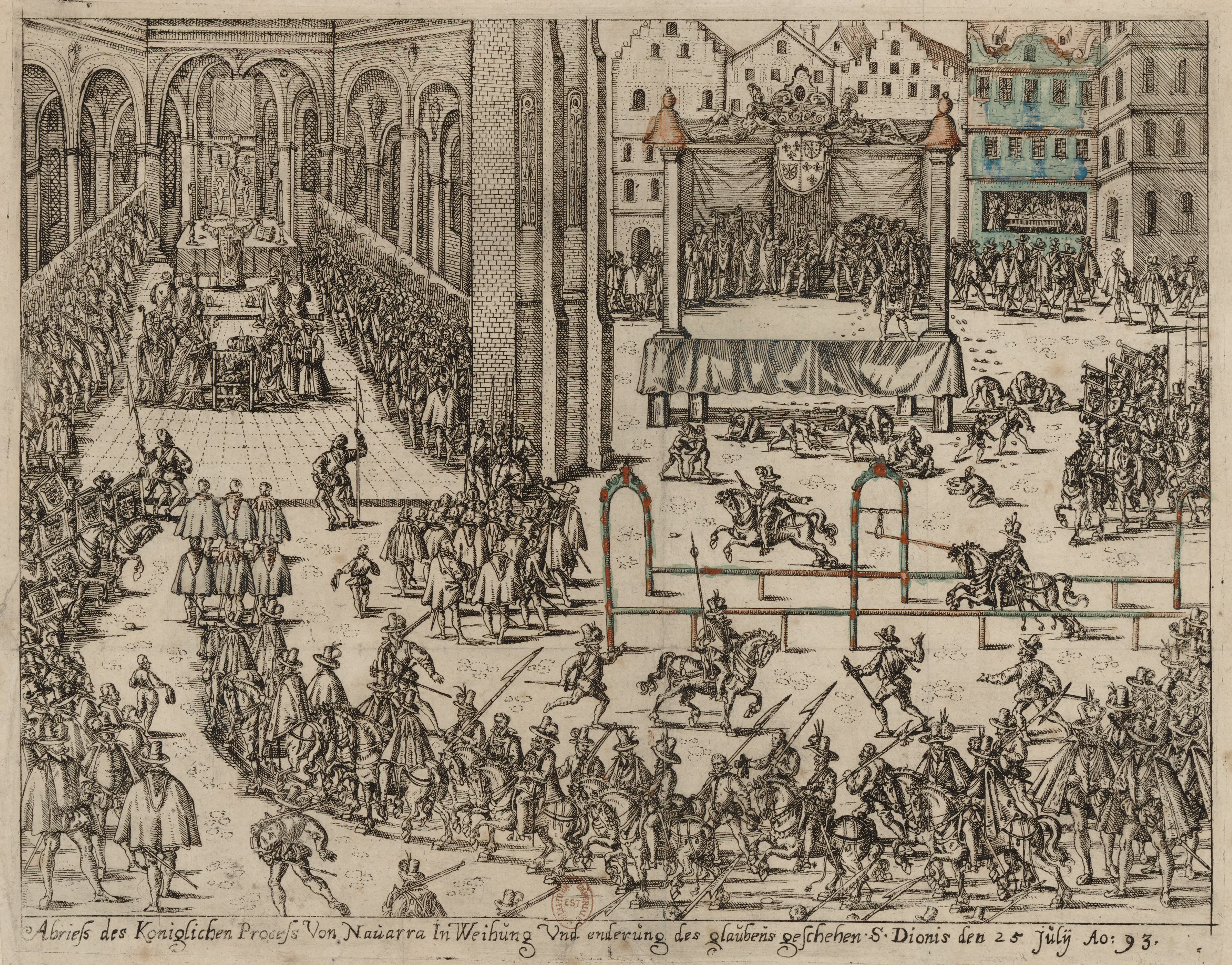
Estampe allemande anonyme juxtaposant plusieurs temporalités. Au premier plan, une file de cavaliers et de piétons se rend à la basilique Saint-Denis. À l'arrière-plan, à gauche, l'abjuration du roi dans le chœur de la basilique. À l'arrière-plan, à droite, Henri IV (roi de France) trône sous un dais fleurdelisé, juché sur un échafaud et entouré de dignitaires, tandis que des pièces de monnaie sont lancées dans la foule en don de « joyeux avènement », ce qui provoque des bagarres ; devant le souverain se déroule un jeu de bague.
Gravure à l'eau-forte, Paris, BNF.

Au début de l'année 1593, alors que le roi Henri IV a déjà tenté deux sièges de Paris, Charles de Mayenne réunit au château du Louvre les états généraux pour élire un roi catholique. Le roi Philippe II favorise l'accès au trône à sa fille, l'infante Isabelle Claire Eugénie mais ces états généraux rejettent son élection au trône grâce à la loi salique toujours en vigueur le 20 juin 1593. Le parlement de Paris soutenant l'élection au trône de France de Mayenne interdit à Henri IV de se faire couronner sans son autorisation. En réponse à cela, soutenu par sa maîtresse Gabrielle d'Estrées, Renaud de Beaune préside la cérémonie. Le pape Clément VIII refuse de le convertir car pour lui, c'est encore un protestant. Lorsqu'il pénètre dans l'abbatiale de Saint-Denis, un grand silence se fait puis le roi s'avance vers monseigneur de Beaune, archevêque de Bourges, qui lui dit :
« Qui êtes-vous ?

- Je suis le roi !

- Que demandez-vous ?

- À être reçu dans le giron de l'église catholique, apostolique et romaine. »

L'archevêque lui donne ensuite le baptême avec l'huile sainte des rois de France puis le roi s'agenouille et l'archevêque lui donne l'absolution. Enfin, le roi baise son anneau. Puis dans un tonnerre d'applaudissements, le roi sort de la cathédrale et il réussit à guérir selon la tradition du royaume de France les malades atteints des écrouelles. Les ligueurs refusent de reconnaître le baptême de Henri IV mais l'ensemble de la population fatiguée des guerres civiles se rallie à lui.

### Conséquences sur la fin des guerres de Religion
Le roi est donc reconnu par l'Église mais de nombreux protestants quittent l'armée du roi s'estimant incompris par Henri IV. Le roi poursuit le blocus de Paris jusqu'à ce qu'on lui ouvre les portes de la capitale, la nuit du 21 mars au 22 mars 1594. Le roi va ensuite se recueillir au monastère de Montmartre sur des reliques de saints, preuve qu'il accepte sa conversion. La résistance du couronnement de Henri IV vient de la dictature des seize, c'est-à-dire que plusieurs ligueurs à la fois gouvernent un quartier de Paris. Les ligueurs tenant Paris et Reims, les fidèles du roi choisissent Chartres. Le roi de France est ensuite sacré par Nicolas de Thou le 27 février 1594 où il reçoit l'onction sacrée. Le 5 juin 1595, entré en guerre contre l'Espagne, l'armée du roi remporte la bataille de Fontaine-Française. Il faut attendre le 30 avril 1598, à la signature de l'édit de Nantes pour que la liberté de conscience soit redonnée aux protestants. La même année, par le traité de Vervins, l'Espagne reconnaît Henri IV comme roi. Reste maintenant pour le roi de France à gouverner son pays.